# Stanislaus von Moos
Stanislaus von Moos (* 23. Juli 1940 in Luzern) ist ein Schweizer Kunsthistoriker und Architekturtheoretiker.

## Wirken
Nach einem Jahr Architektur studierte von Moos Kunstgeschichte an der Universität Zürich, schrieb für Zeitungen und kuratierte Ausstellungen, u. a. mit Hans Curjel. Nach ersten Lehraufträgen in Harvard, Bern und Lausanne erhielt er eine Professur für Kunstgeschichte an der TU Delft und wurde 1983 schliesslich an den neu geschaffenen Lehrstuhl für moderne und zeitgenössische Kunst in Zürich berufen, wo er bis zu seiner Emeritierung 2005 lehrte. Danach hat er in Mendrisio doziert sowie in Yale (2010–2014) und in Lausanne (2016). 1997 war er Jean Labatut Visiting Professor in Princeton.
1968 veröffentlichte er Le Corbusier – Elemente einer Synthese, ein später u. a. ins Französische und ins Englische übersetztes Standardwerk zum Stadtplaner und Maler. 1971 gründete er zusammen mit Hans Reinhard die bis heute bestehende Fachzeitschrift Archithese. Weitere Werke publizierte er zur politischen Ikonografie der italienischen Renaissance-Architektur (Turm und Bollwerk, 1974), zur Designgeschichte der Schweiz und zu den amerikanischen Architekten Venturi, Scott Brown & Ass. Er kuratierte Ausstellungen u. a. zum Esprit Nouveau, zur Architektur von Venturi & Rauch, sowie (als Ko-Kurator) zu Le Corbusier und zu Louis Kahn. 2004 erschien von ihm Nicht Disneyland, eine Essaysammlung zur schweizerischen Architektur und Kunst im 20. Jahrhundert. 2021 erschien Erste Hilfe. Architektur nach 1940, eine Spurensuche zur Architekturdiskussion in der Schweiz zur Zeit des Zweiten Weltkrieges. 2024 erscheint Twentyfive x Herzog de Meuron (zusammen mit Arthur Rüegg).
Stanislaus von Moos’ Onkel war der Luzerner Maler Max von Moos. Seine Frau ist die Künstlerin Irene von Moos. Tochter Charlotte von Moos ist als Architektin und Dozentin tätig.

## Preise
- 1998: Schelling-Architekturpreis
- 2023: Prix Meret Oppenheim[1]